# San Carlo alle Quattro Fontane
Cerkev San Carlo alle Quattro Fontane (sveti Karel pri štirih vodnjakih), imenovana tudi San Carlino, je rimskokatoliška cerkev v Rimu v Italiji. Cerkev je zasnoval arhitekt Francesco Borromini in to je bilo njegovo prvo neodvisno naročilo. Je ikonična mojstrovina baročne arhitekture, zgrajena kot del kompleksa samostanskih zgradb na Kvirinalu za španske trinitariste, red, namenjen osvoboditvi krščanskih sužnjev. Naročilo je dobil leta 1634 pod patronatom kardinala Francesca Barberinija, čigar palača je bila čez cesto. Vendar ta finančna podpora ni trajala, zato je gradbeni projekt utrpel različne finančne težave. Je ena od najmanj treh cerkva v Rimu, posvečenih San Carlu, vključno s San Carlo ai Catinari in San Carlo al Corso.

## Zgodovina
V 1630 -ih so menihi trinitaristi iskali arhitekta, ki bi zgradil cerkev, ki bi povezovala njihov samostan. Francesco Borromini se je ponudil, da brezplačno zaključi naročilo, da bi začel svojo kariero kot samostojni arhitekt.
Najprej so bili dokončani samostanski objekti in križni hodnik, nato pa je bila v obdobju 1638–1641 zgrajena cerkev; leta 1646 je bila posvečen svetemu Karlu Borromejskemu. Čeprav je morala biti ideja o serpentinasti fasadi zasnovana dokaj zgodaj, verjetno sredi leta 1630, je bila zgrajena šele proti koncu Borrominijevega življenja, zgornji del pa je bil dokončan šele po arhitektovi smrti.
Kraj za novo cerkev in samostan je bil na jugozahodnem vogalu Quattro Fontane, ki se nanaša na štiri vogalne vodnjake, postavljene na poševni strani na križišču dveh cest, Strada Pia in Strada Felice. Berninijevo ovalno cerkev Sant'Andrea al Quirinale bodo kasneje zgradili še vzdolž Strada Pia.
Napise, najdene v San Carlu, dragocenem viru, ki ponazarja zgodovino cerkve, je zbral in objavil Vincenzo Forcella.

## Arhitekt
Francesco Borromini (1599–1667) je prihajal iz nižjega sloja, vendar si je hitro pridobil ime, tako da je prevzel majhna naročila za cerkve po Evropi. Postal je znan kot oče baročne arhitekture po zaključku prvega samostojnega projekta - San Carlo alle Quattro Fontane.
Borromini se je najprej zanimal za arhitekturo na potovanjih v Milano, kjer ga je oče poslal na opazovanje kamnoseštva. Njegovo zanimanje je privedlo do let arhitekturnega in kiparskega usposabljanja, za kar se je moral oče vse bolj zadolžiti. Borromini je pobegnil v Rim, da bi se izognil dolgu in postal znan učenec arhitekturne zvezde pod uglednim italijanskim arhitektom Carlom Madernom. Maderno in Borromini sta skupaj sodelovala pri številnih arhitekturnih projektih, baziliki svetega Petra, palači Barberini, Sant'Andrea della Valle, dokler Maderno ni umrl in se je Borromini znašel kot samostojni baročni arhitekt.

## Zunanjost
Konkavno izbočena fasada San Carla valovi na neklasičen način. Visoki korintski stebri stojijo na podnožjih in nosijo glavne entablature; te opredeljujejo glavni okvir dveh nadstropij in razdelitev tristranskega oboka. Med stebri se za glavnimi stebri tkejo manjši stebri s svojimi ogredji, ki po drugi strani uokvirjajo niše, okna, različne skulpture, pa tudi glavna vrata, osrednjo ovalno edikulo zgornjega reda in medaljon v ovalnem okvirju, ki ga nosijo angeli. Medaljon je nekoč vseboval fresko Sveta Trojica iz leta 1677 Pietra Giarguzzija. Nad glavnim vhodom kerubinski hermi uokvirjajo osrednjo figuro svetega Karla Borromejskega, delo Antonia Raggija, na obeh straneh pa kipa sv. Janeza de Mata in sv. Feliksa Valois, ustanovitelja  reda svete Trojice.
Tloris in odsek prikazujeta postavitev utesnjenega in težkega mesta; cerkev je na vogalu, ob njej pa samostan in oba gledata na Via Pia. Samostanske zgradbe segajo okoli mesta, onstran katerega je Borromini nameraval oblikovati vrt. Cerkev je široka le 12 m in dolga 20 m, kar se zdi za neklasični načrt ključnega pomena. Preden je baročni slog v 17. stoletju postal izbrani slog, je bila renesansa polna stavb z zelo pravokotnimi oblikami. Baročni slog je uvedel krivulje in ovale, ki jih je Borromini v kombinaciji s kubičnimi elementi oblikoval v tloris, ki ustreza zahtevam nerodnega položaja. Ne samo, da so krivulje ustrezale temu, ampak je tudi okrepil baročno zasnovo z ustvarjanjem gibanja, igranjem z razsvetljavo in sencami, dodajanjem ornamenta in dodatno dramo.

## Notranjost
Vzpon baročne arhitekture je Borrominija spodbudil, da oživi svoje kiparsko ozadje z ustvarjanjem nepričakovanih kombinacij krivulj in pravokotnih oblik v svojem delu. Mnogi baročni arhitekti so v 17. stoletju osredotočili svojo oblikovalsko osnovo na skladnost z deleži človeškega telesa. Borromini ni bil klasičen v smislu, da je svoje zasnove temeljil na geometrijskih figurah.
Notranjost cerkve je izjemna in kompleksna. Tri glavne dele je mogoče navpično identificirati kot spodnji red spodaj, prehodno območje pendantivov in ovalno kasetirano [[kupola|kupolo]g s svojo ovalno lanterno.
V spodnjem delu cerkve je glavni oltar na isti vzdolžni osi kot vrata, na prečni osi pa sta dva oltarja. En oltar je posvečen svetemu Mihaelu de Sanctisu, drugi pa svetemu Janezu Krstniku. Med temi in razvrščenimi v skupine po štiri, šestnajst stebrov nosi široko in neprekinjeno ogredje. Zdi se, da se razporeditev nanaša na križni tloris, vendar so vsi oltarji vidni, saj sta dva osrednja stebra v vsaki postavitvi štirih postavljena  poševno glede na osno razporeditev prostora. To ustvarja valovit učinek gibanja, ki je okrepljen z variacijo pri obdelavi obokovv med stebri z nišami, venci in vrati. Arhitekturni zgodovinarji so opisali, kako imajo lahko obočne strukture tega nižjega reda različne ritmične poudarke  in geometrijsko utemeljitev tega zapletenega tlorisa, ter razpravljali o simboliki cerkve in značilnih arhitekturnih risbah Borrominija.
Pandantivi so del prehodnega območja, kjer se valovita skoraj križna oblika spodnjega reda uskladi z ovalno odprtino do kupole. Loki, ki izvirajo iz diagonalno postavljenih stebrov spodnje stene, da bi uokvirili oltarje in vhod, se dvignejo v ovalno ohišje in tako definirajo prostor pandantivov, v katerih so postavljeni rondeli.
Ovalna podoba kupole ima "krono" listja in uokvirja pogled na globoko postavljeno medsebojno povezano osemkotnikov, križev in šesterokotnikov, ki se z višino zmanjšujejo. Svetloba priteka iz oken v spodnji kupoli, ki jih skriva ovalna odprtina, in iz oken na strani lanterne. Pri hierarhičnem strukturiranju svetlobe je osvetljena lanterna s simbolom svete Trojice najbolj močno osvetljena, kasetirana kupole se oblikuje v oster in globok relief in svetloba se postopoma filtrira navzdol do temnejšega spodnjega dela cerkve.
Ob apsidi glavnega oltarja je par enakih vrat. Desna vrata vodijo v samostan, skozi katerega je mogoče dostopati do spodnjih kript. Vrata na levi vodijo do zunanje kapele, znane kot Capella Barberini, ki vsebuje svetišče blažene Elizabete Canori Mora.

## Kripta
Spodnja kripta sledi velikosti in obliki cerkve in ima nizek preboden obok. Kapele odpirajo ta prostor, vključno z osmerokotno kapelo na jugovzhodni strani, kjer je nameraval biti pokopan Borromini. Ima večjo in manjšo nišno ureditev ter valovit venec.

## Križni hodnik
Ob cerkvi je samostan, ki je dvonadstropen. Prostor je ob vhodni osi daljši kot širši, vendar se pravokotno urejanje prekine z rezanjem vogalov, tako da bi ga lahko razumeli tudi kot podolgovat osmerokotnik. Dodatno zapletenost prinašajo razlike v razmiku dvanajstih stebrov, ki nosijo izmenično okrogle in ravne odprtine, ukrivljenost vogalov in okrasno balustrado. Geometrijske teme so okrepljene s osrednjim osmerokotnim vodnjakom na ovalni podlagi in osmerokotnimi kapiteli zgornjih stebrov.
Za cerkvijo ima refektorij, danes zakristija, zaobljene vogale, preboden obok, okna na fasadi vrta in poznejše predelave.